# 과달루페강 (캘리포니아주)
과달루페강(Guadalupe River) 캘리포니아주 북부의 강으로 길이는 23km다. 훨씬 더 긴 상류 지류는 산타크루즈 산맥에서 발원한다. 이 강 본류는 현재 샌타클래라 계곡 바닥에서 시작하며, 로스 알라미토스천이 알마덴 호수를 빠져나와 산호세의 콜먼 로드 바로 하류에서 과달루페천과 합류한다. 여기에서부터 산호세를 가로질러 북쪽으로 흐르며, 주요 지류인 로스가토스천과 합류한다. 과달루페강은 샌타클래라시의 동쪽 경계이자 앨비소의 서쪽 경계 역할을 하며, 산호세를 거쳐 알비소 슬루에서 남부 샌프란시스코만으로 흘러들어간다.
강의 대부분은 공원으로 둘러싸여 있다. 강 지류인 로스 알라미토스천과 과달루페천은 차례로 알마덴 퀵실버 군립공원에서 흘러나오는 작은 물줄기들에 의해 공급되는데, 이 공원에는 이 지역이 멕시코의 통치를 받던 시절로 거슬러 올라가는 옛 수은 광산들이 있다. 과달루페 유역은 캘리포니아주도 제17호선 남쪽의 산타크루즈 산맥의 절반에 해당하는 시에라 아술의 두 주요 봉우리인 로마 프리타와 움훈훔 산의 경사면에서 내리는 강수를 운반한다. 과달루페강의 주요 지류 중 두 곳인 로스가토스천과 과달루페천은 시에라 아술의 서쪽과 동쪽 측면에 있는 시에라 아술 개방 공간 보호구역에서 발원한다.

## 역사
과달루페강은 1776년 3월 30일 후안 바우티스타 데 안사 원정대가 원정대의 주 수호성인인 과달루페의 성모를 기리기 위해 리오 데 누에스트라 세뇨라 데 과달루페라고 명명했다. 특히 후안 바우티스타 데 안사는 1776년 3월 30일 현재 애그뉴스 주립병원 (샌타클래라군, 2001) 부근의 원정대 캠프 97에서 과달루페강 강변에 야영했다. 역사적인 데 안사 원정대는 샌타클래라군의 많은 지역을 탐험했는데, 몬터레이에서 샌프란시스코로 가는 길에 서부 지역을 횡단하고, 샌프란시스코만 남쪽 끝을 돌아서 이스트 베이의 일부를 탐험한 후 돌아오는 길에 군의 동부 지역을 통과했다.
1777년, 원래의 미션 샌타클래라 데 아시스와 엘 푸에블로 데 산호세 데 과달루페는 미션천의 둑에 세워졌으며, 그곳에서 과달루페강과의 합류점까지는 "un tiro de escopeta"(머스킷총 사거리) 거리였다. 둘 다 여름철 모기와 겨울철 홍수로 인해 강에서 멀리 이동해야 했다. 오늘날 샌타클래라 미션은 원래 위치에서 2 마일 (3.2 km) 떨어져 있다.
역사적으로 과달루페강은 훨씬 더 짧았으며, 현재 윌로우 글렌이 있는 큰 버드나무 늪의 하류 끝에서 몇 마일 더 북쪽에서 발원했다. 그 주요 지류는 1860년대 지도에서는 아로요 세코 데 과달루페(Arroyo Seco de Guadalupe)로 알려졌다가 1876년 톰슨 & 웨스트 지도에서는 아로요 세코 데 로스 카피탄실로스(Arroyo Seco de Los Capitancillos)로 알려졌다.
2005년 7월 9일, 산호세 주민 로저 카스티요는 트리블 로드 고가도로 근처의 로어 과달루페강에서 어린 컬럼비아매머드의 화석 뼈를 발견했다. 로저는 새먼 앤 스틸헤드 복원 그룹(Salmon and Steelhead Restoration Group)이라는 보존 단체를 설립했고, 과달루페-코요테 자원 보존 지구의 이사회 구성원으로 활동했다. 플라이스토세 매머드는 지역 주민들에게 "루페"라는 별명으로 불렸으며, 루페의 화석은 산호세 아동 박물관에 전시되어 있다.

## 과달루페 유역

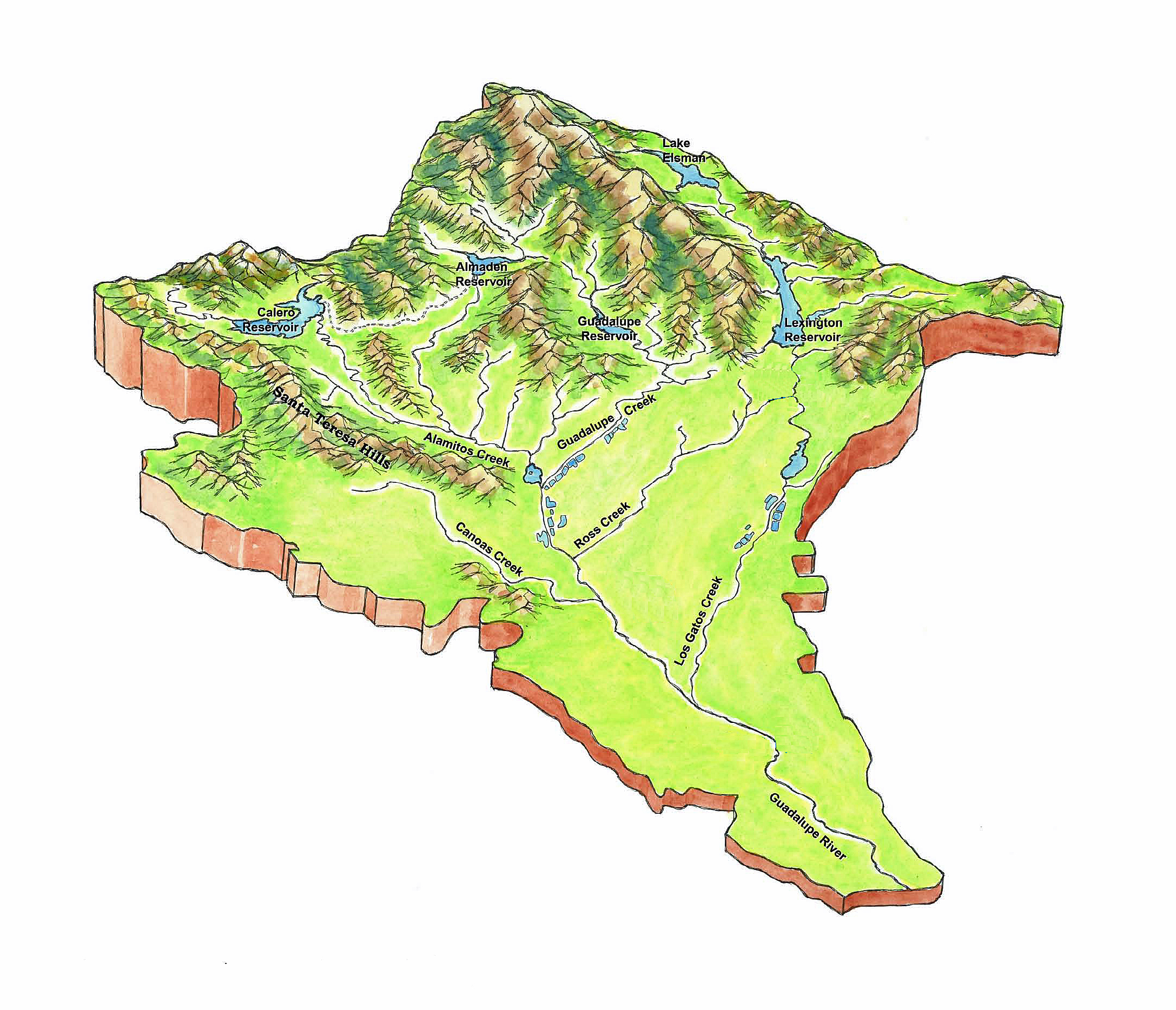
과달루페 유역의 지류 하천 3D 지형도

역사적으로 과달루페강은 현재 알비소 슬루(Alviso Slough)로 흐르는 곳에서 서쪽으로 1.0 마일 (1.6 km) 떨어진 과달루페 슬루(Guadalupe Slough)로 흘러들어갔다. 1870년대까지 요트가 과달루페강을 따라 알비소 항구까지 쉽게 접근할 수 있도록 강은 더 직선적인 알비소 슬루로 방향이 바뀌었다. 알비소 슬루는 역사적으로 증기선 슬루(Steamboat Slough)로도 알려졌는데, 비교적 직선적이었던 반면, 과달루페 슬루는 습지를 따라 광범위하게 구불구불 흐르고 있었다. 알비소 슬루는 역사적으로 고지대 하천의 물을 받지 않았고, 단순히 넓은 염습지 안팎으로 조수를 운반했다.
1870년대에 강을 알비소 슬루로 재라우팅하면서 여러 지류와도 단절되었고, 이로 인해 과달루페 유역이 축소되는 결과를 낳았다. 산 토마스 아퀴노천(현재)과 그 지류인 새러토가천(이전에는 산 존천과 캠벨천으로 알려짐), 그리고 칼라바자스천(역사적)은 예전에 알비소 상류에서 과달루페강으로 유입되었다. 이 지류들은 1876년에서 1890년 사이에 역사적 지도에 따르면 강에서 단절되어 과달루페 슬루로 직접 재라우팅되었다. 보고에 따르면 새러토가천(캠벨천)에는 스틸헤드와 코호 연어의 회유가 있었다. 19세기 후반부터 20세기까지 강 지류의 상당 부분은 농부들과 나중에는 샌타클래라 계곡 수자원 관리 지구 (SCVWD)와 그 전신 조직들에 의해 직선화되고 강화되었다. 현재는 여름철에 건조해지며 하류 구간은 지속적인 유지가 필요한 황폐한 도랑이 되었다. 미션천은 과거에는 송어와 연어가 서식했지만 오늘날에는 암거에 묻혀 있다. 역사적인 유역은 톰슨 앤 웨스트의 1876년 지도에서 볼 수 있다.
오늘날 과달루페강 유역은 171 제곱마일 (440 km2)의 면적을 배수한다. 과달루페천과 로스 알라미토스천의 합류점에서 발원한 이후 본류는 로스, 카노아스, 로스가토스천이라는 세 가지 다른 지류와 합류한다. SCVWD는 강 수류(공급)를 관리하고 홍수 통제를 제공하며, 최근에는 유역 관리 증진을 시작했다. 유역에는 6개의 주요 저수지가 있다: 칼레로천의 칼레로 저수지, 과달루페 저수지의 과달루페천, 알라미토스천의 알마덴 저수지, 바소나 저수지, 렉싱턴 저수지, 그리고 로스가토스천의 엘스만 호수이다.

### 강 하구 복원

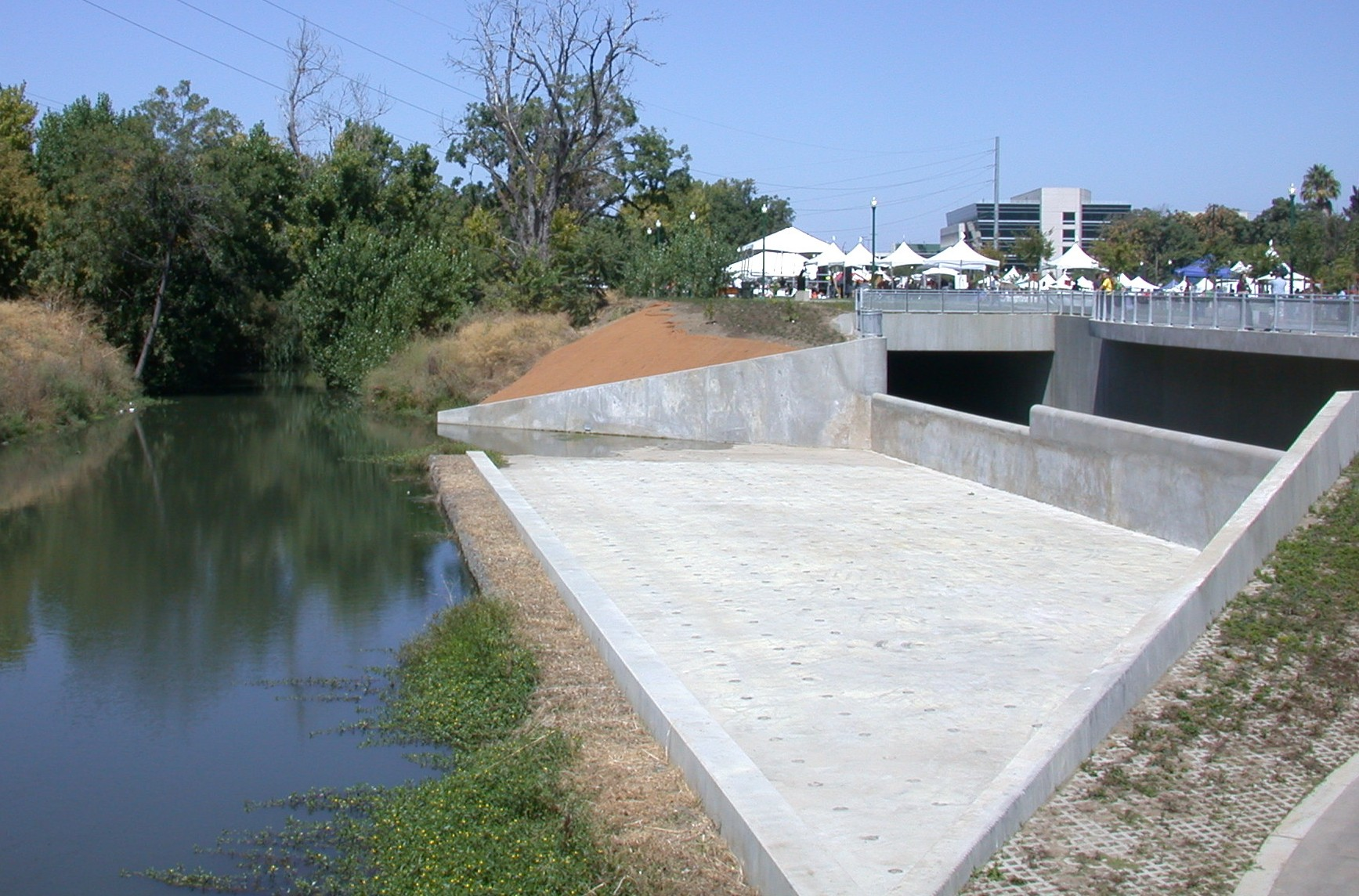
과달루페강 공원 및 정원의 개장 축제

산호세/알비소 해안의 미래에 대한 9년간의 연구와 열띤 논쟁 끝에, 샌타클래라 계곡 수자원 관리 지구는 2009년 11월 알비소의 과달루페강에서 황마, 부들 갈대, 그리고 두꺼운 퇴적물을 제거하는 6백만 달러 규모의 프로젝트를 승인하기로 투표했다. 1930년대에 염전 건설로 인해 강이 재라우팅되어 조수 작용이 차단되었다. 나중에 1960년대에는 알비소가 산호세에 편입되면서 육군 공병대와 수자원 관리 지구가 홍수 안전을 개선하기 위해 강을 직선화했는데, 이는 의도치 않게 알비소 슬루로의 퇴적물 유입을 증가시켰다. 현재 프로젝트는 옛 카길 염전 (A8이라고 알려진)을 사우스 베이 염전 복원 프로젝트의 시작으로 열어, 웨스트 코스트에서 가장 큰 조수 습지 복원 프로젝트로 간주된다. 완료되면 이 프로젝트는 15,100 에이커 (61 km2)의 산업용 염전을 조수 습지로 복원해야 한다. A8 염전이 가장 먼저 작업될 것이다.

## 서식지와 야생 동물

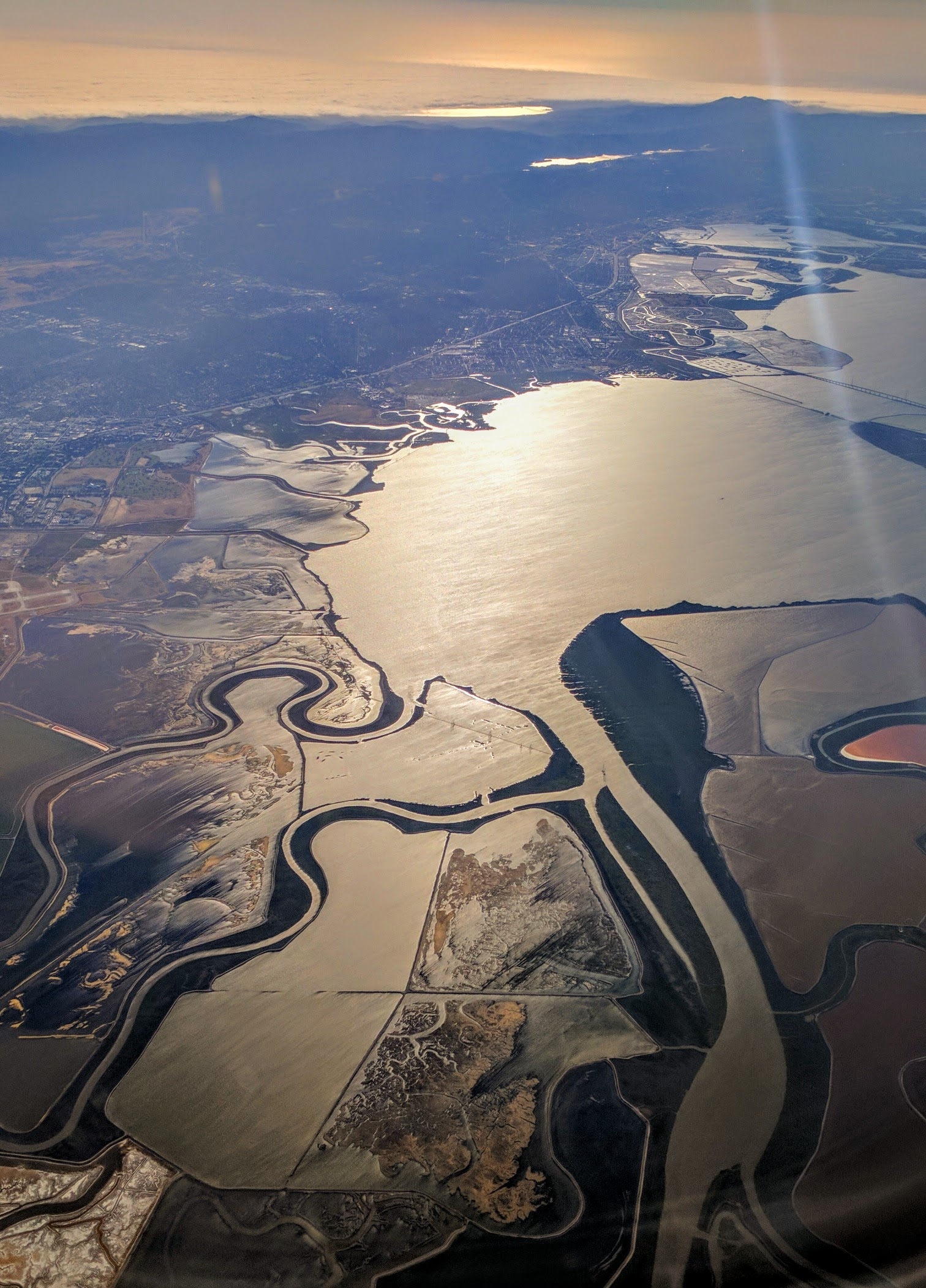
코요테천(오른쪽 하단)이 남쪽 샌프란시스코만으로 흘러들어가는 모습, 과달루페강은 알비소 슬루를 통해 합류하고, 과달루페 슬루는 서쪽(왼쪽)으로 바로 들어온다. 구불구불한 슬루들 사이에 있는 연못들은 왼쪽부터 염전 A5에서 A8까지이며, 아래 중앙에는 알비소 슬루와 코요테천으로 둘러싸인 A9에서 A15까지의 연못이 있다.

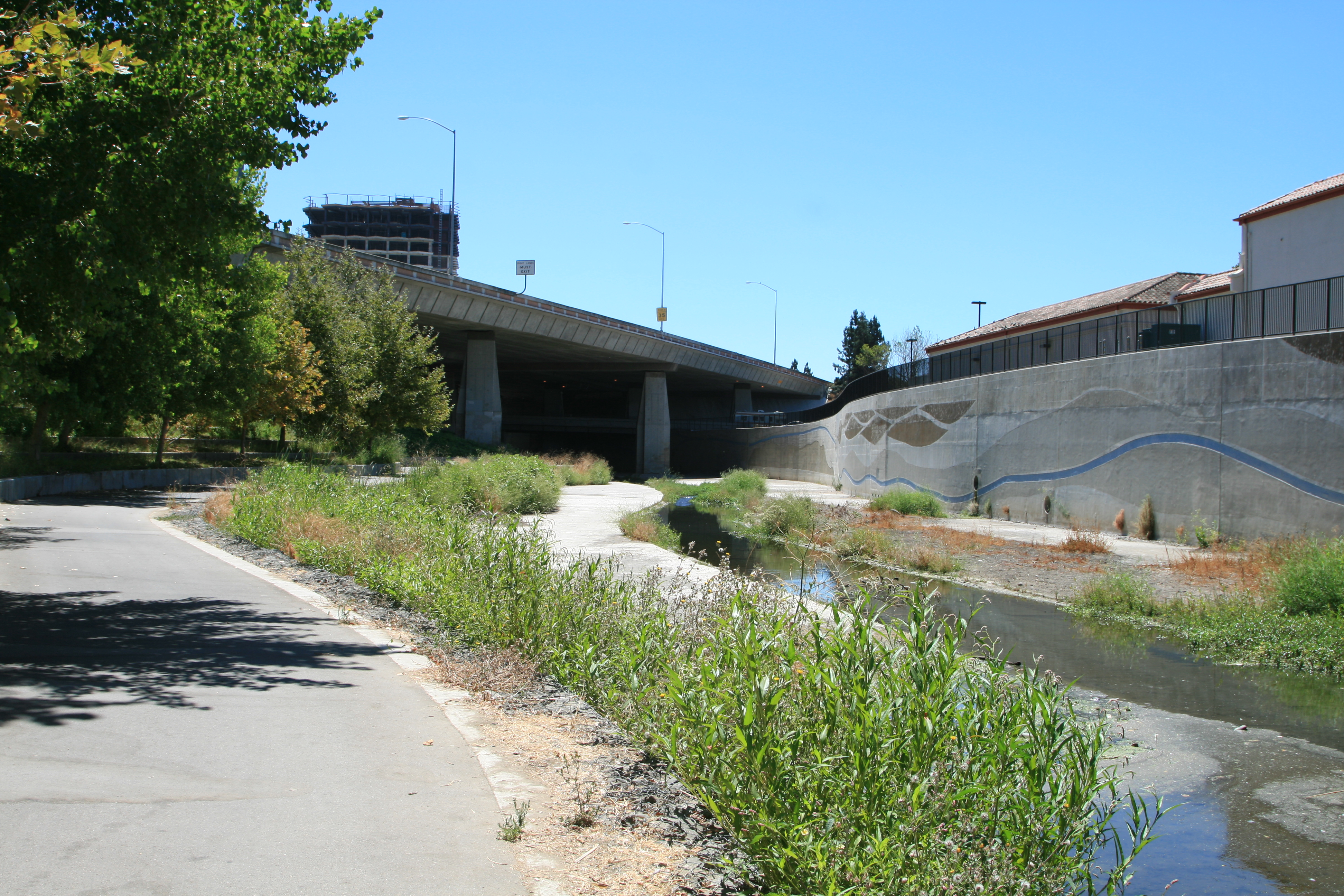
도심의 과달루페강은 견고하게 보강된 콘크리트 수로에 놓여 있다.

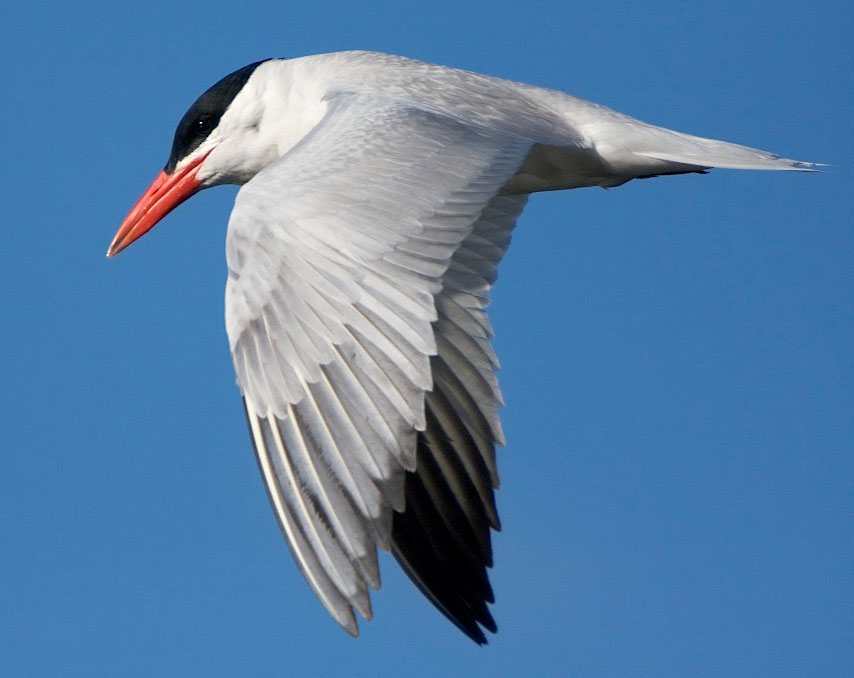
과달루페 유역의 황제제비갈매기

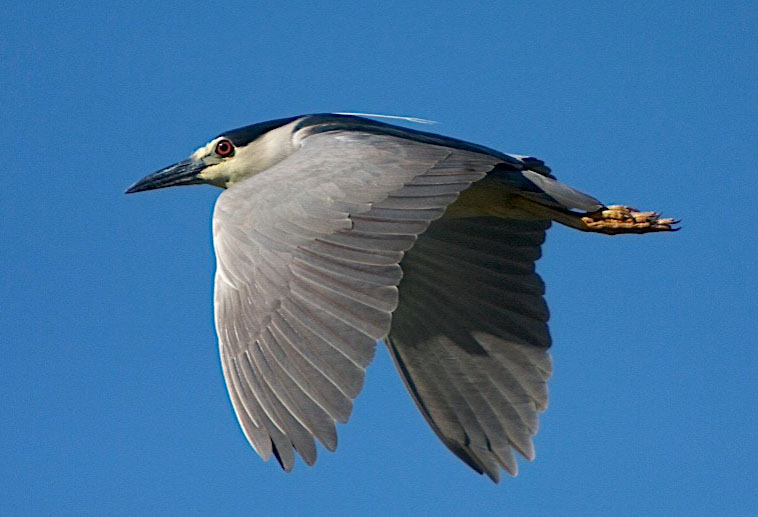
과달루페 유역의 해오라기

1781년부터 1834년까지의 미션 샌타클래라에서 발굴된 연어과 유적의 최근 고대 DNA 시퀀싱 연구에 따르면, 분석된 58개의 연어과 척추뼈 중 3개 샘플에서 왕연어(Oncorhynchus tshawytscha)를 나타내는 DNA 서열이 발견되었고, 나머지 55개는 스틸헤드 송어(Oncorhynchus mykiss)였다. 같은 연구에서 미션 샌타클래라에서 해양 표본 53개도 발견되었다. 왕연어는 역사적으로 새크라멘토강에 풍부하게 서식했으며, 샌프란시스코만을 통과하여 해양 서식지로 이동했지만, 샌프란시스코만 남쪽의 하천으로는 거의 들어가지 않았고, 1980년대 이전에는 과달루페강 유역이나 다른 샌타클래라군 하천에서는 기록되지 않았다. 역사적으로 일부 샌타클래라군 하천에서 기록되었던 스틸헤드 송어와 왕연어 무리 모두 오늘날 과달루페강 유역에서 적절한 조건일 때 나타난다. 두 가지 유전적 분석에서 과달루페강의 왕연어는 페더강 부화장과 유전적 유사성을 보이며 해안 왕연어와 유전적으로 분리된 가을 산란기 센트럴 밸리 개체군과 밀접한 관련이 있는 것으로 나타났다. 왕연어는 이웃하고 심지어 먼 하천과 강도 잘 개척하여 서식하는 데 능숙하며, 이는 최근 클래머스강의 어린 왕연어가 내파강에서 발견된 사실로 입증된다. 또한 부화장에서 나온 물고기는 자연 산란한 물고기보다 더 높은 비율로 이탈하는 것으로 알려져 있다. 2012년 샌타클래라 계곡 서식지 계획(Santa Clara Valley Habitat Plan)은 왕연어가 현재 과달루페강과 그 지류, 그리고 코요테천에서 산란한다고 보고했다. 왕연어는 초겨울에 산란하고 새끼들은 첫 봄에 바다로 이동할 수 있기 때문에, 여름에 매우 따뜻해지거나 수질이 낮은 서식지도 이용할 수 있다.
로스가토스천 지류에는 엘스만 호수와 렉싱턴 저수지 사이에 캘리포니아 황금 비버(Castor canadensis subauratus) 개체군이 다시 정착했다. 비버는 1997년 이전에 로스가토스천이 렉싱턴 저수지로 유입되는 부분에 다시 도입되었고, 최근에는 한 비버가 지역 퓨마에게 "든든한 식사"가 되었다고 보고되었다. 그레그 케레케스가 제작한 영상 다큐멘터리에서는 2013년 4월 산호세 시내의 과달루페강 본류에서 비버가 목격되었다. 이들은 동물학자 제임스 그레이엄 쿠퍼가 1855년 12월 31일 샌타클래라에서 스미스소니언 협회를 위해 한 마리를 포획한 이래로 샌타클래라 계곡에서 기록된 첫 비버들이다. 이 지역의 비버에 대한 역사적 증거로는 1840년경 존 서터 대위가 미션 산호세에서 인디언들이 "보잘것없는 가치"로 비버 가죽 1,500개를 팔았다고 기록한 언급이 있다. 1840년, 앨비소 항구에서 비버 가죽, 소가죽, 수지 등이 샌프란시스코로 선적되었다. 또한 1828년 모피 사냥꾼 미셸 라 프랑부아즈는 보나벤투라강에서 샌프란시스코로, 그리고 산호세, 샌프란시스코 솔라노, 샌 라파엘 아르칸헬 선교회로 여행했다. 라 프랑부아즈는 "샌프란시스코만에는 비버가 풍부하며", "선교회 근처에서 최고의 사냥을 했다"고 진술했다. 황금 비버는 캘리포니아 모피 러시가 끝난 후 베이 에어리어에서 모피 사냥꾼들에 의해 전멸된 것으로 보인다.
북아메리카에서 가장 큰 제비갈매기인 황제제비갈매기(Hydroprogne caspia)는 매년 봄 콜롬비아만큼 먼 곳에서 이동해 와 만에서 둥지를 틀다. 미국 지질조사국 과학자들에 따르면, 사우스 베이의 황제제비갈매기 개체수는 감소하고 있으며, 동시에 알에서 높은 수준의 수은이 발견되고 있다. 만에서 발견된 동물 중 가장 높은 수은 수치는 과달루페강 하구의 카길 염전 근처에서 둥지를 트는 황제제비갈매기와 포스터제비갈매기(Sterna forsteri)의 알에서 발견되었다. 미국 어류 및 야생동물국이 실시한 연구에 따르면, 과달루페 유역의 해오라기(Nycticorax nycticorax) 둥지에서 검사된 알의 거의 4분의 3이 다른 조류 종의 배아를 죽이는 것으로 알려진 기준치를 초과하는 수은을 포함하고 있었다.

### 홍수

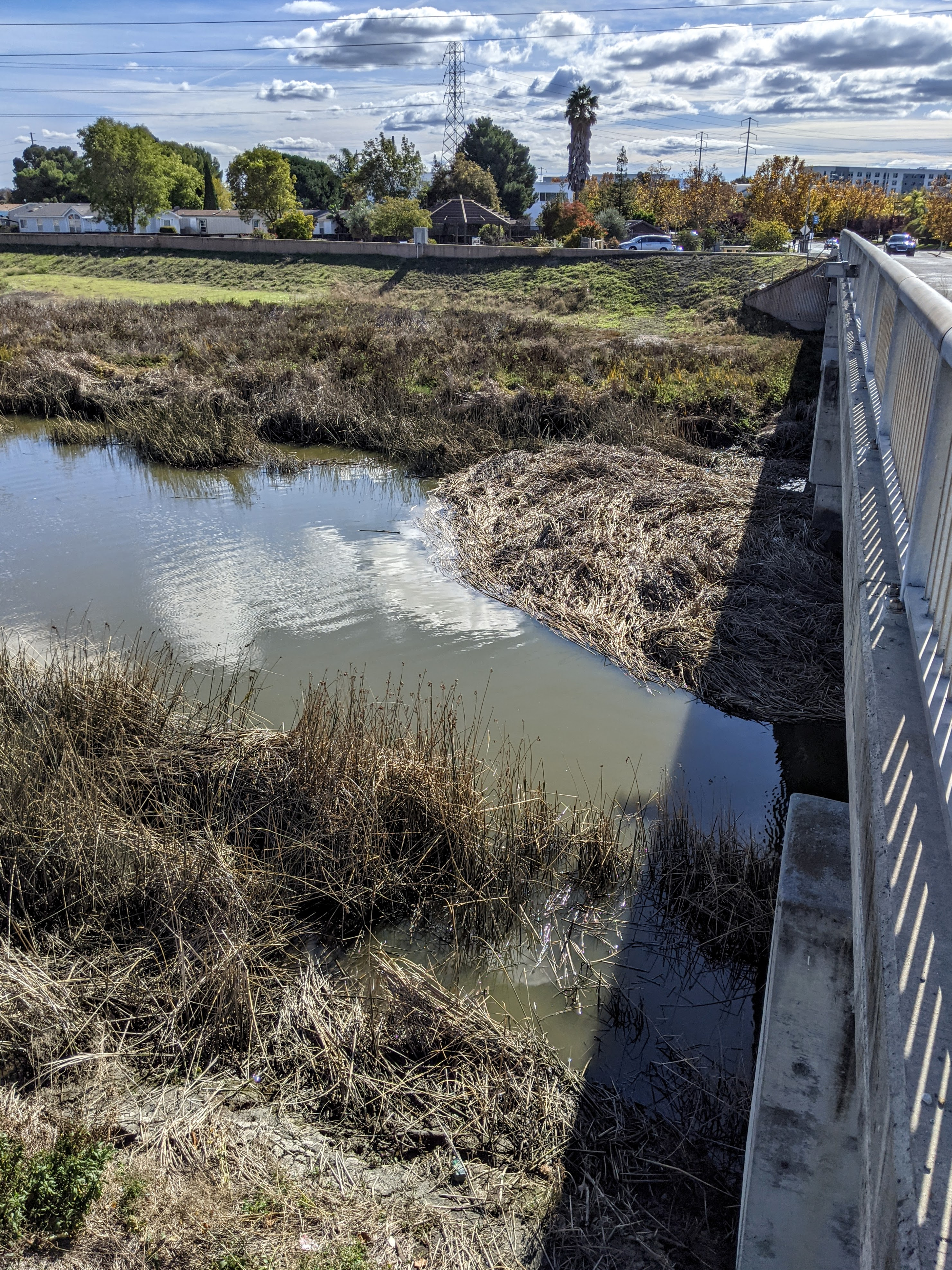
앨비소의 과달루페강에 있는 "스트레이너"(쓰레기가 쌓여 댐처럼 된 것); 이러한 축적물은 유속을 늦추고 상류 홍수에 기여할 수 있다.

이 강은 가끔 산호세 시내, 시내 남쪽, 그리고 앨비소에서 범람한다. 홍수로 인해 클린턴 대통령은 1995년과 1997년에 국가 재난 지역을 선포했다. 1995년 3월, 산호세 아레나 주변 이 강의 범람으로 인해 산호세 샤크스 경기가 취소되었는데, 이는 내셔널 하키 리그 역사상 유일한 우천 취소였다. 이 홍수는 대부분의 과달루페강 홍수와 마찬가지로 작은 다리들, 이 경우에는 줄리안 스트리트 다리에 의해 발생했다.
이 강은 제2차 세계대전 이후 15번 범람했다. 이 홍수에 대응하여 샌타클래라 계곡 수자원 관리 지구 (SCVWD)는 과달루페강을 따라 일련의 홍수 통제 프로젝트를 시작하여 강 근처 주거 및 상업 지역이 100년 주기 홍수로부터 보호받도록 했다. 로어 과달루페를 따라 100년 주기 홍수를 통제하도록 설계된 홍수 통제 프로젝트의 주요 구성 요소는 2008년 말에 완료되었다. 기록상 가장 큰 과달루페강 홍수는 1955년에 발생했으며, 전설적인 "크리스마스 주 홍수"의 일부였는데, 이때 과달루페강은 8,300 에이커 (34 km2)를 범람시켰다.

### 가뭄
4년간의 혹독한 캘리포니아 가뭄 이후, 2015년 7월 이 강은 산호세 시를 가로지르는 8마일 구간에서 말라붙었다. 이는 겨울비가 돌아올 때까지 강 입구로 흐름을 유지하는 데 필요한 방류량을 위한 상류 저수지 저장이 불충분했기 때문이다.

### 수은 오염
과달루페 유역은 캘리포니아 골드러시 동안 활발한 활동이 있었던 지역으로, 샌타클래라군 내의 수은 광산이 금 제련 과정을 지원했다. 따라서 수은 독성과 그것이 주변 인간과 야생 동물에 미치는 영향은 이 지역의 주요 관심사이다. 수은은 금을 효과적으로 끌어당기기 때문에 골드러시 당시 광부들은 금을 아말감하기 위해 수문통에 정기적으로 수은을 깔았다. 1850년에서 1920년 사이에 해안을 따라 흐르는 강과 개울 시스템에서 약 6,500톤의 수은이 유실되었으며, 현재는 이들 영향을 받은 지류의 지역 개울, 동물 생명체, 강바닥에서 감지되고 있다. 수은 부하는 큰 폭풍우 사건 동안 이동한다. 2017년 1월의 큰 폭풍우 동안 수은 부하에 대한 평가는 2002년 유사한 폭풍 동안 수집된 데이터와 유사했다. 수은에 오염된 물고기를 섭취하는 먹이사슬의 최상위에 있는 동물들은 생물농축이라는 과정 때문에 가장 취약하며, 여기에는 포식성 물고기, 조류, 포유류, 그리고 물고기를 섭취하는 인간이 포함된다.

## 레크리에이션

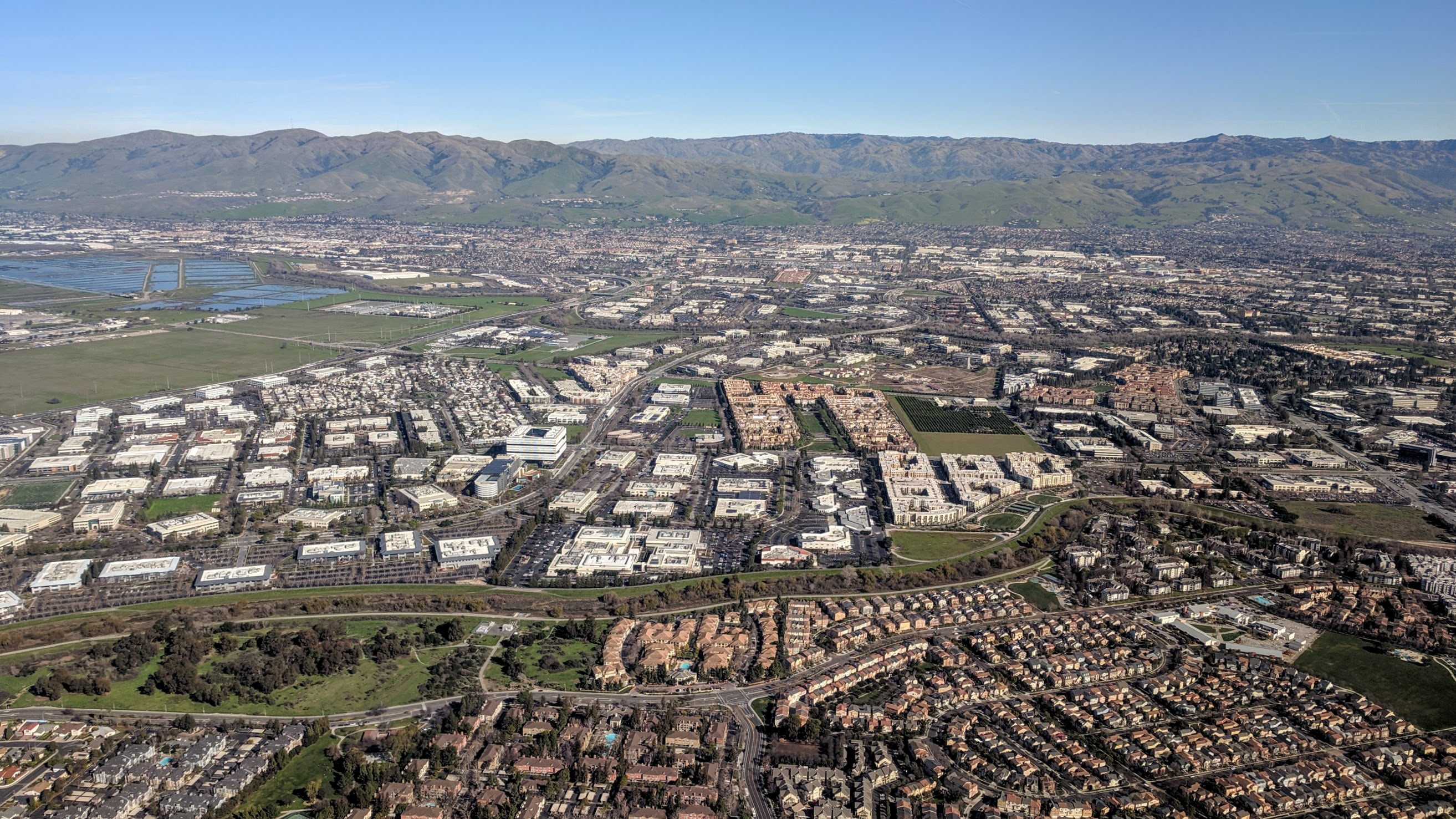
산호세의 과달루페강과 태즈먼 드라이브 항공 사진, 동쪽에는 과달루페강 산책로가 있고 서쪽에는 울리스타크 자연보호구역이 있다.

과달루페강 산책로는 강둑을 따라 11 마일 (18 km) 길이로 이어진다.

## 같이 보기
- 캘리포니아주의 강 목록
- 샌프란시스코 베이 에어리어의 수로 목록